# Cantó de Concas
El cantó de Concas és un cantó del departament francès de l'Avairon, al districte de Rodés. Té sis municipis i el cap cantonal és Concas.

## Municipis
- Concas
- Gandvabre
- Noalhac
- Sent Cebrian
- Sant Faliç
- Senèrgas

## Història
| Data d'elecció                           | Identitat             | Partit        | Qualitat |
| ---------------------------------------- | --------------------- | ------------- | -------- |
| 1952-1964                                | Augustin Mercadier    |               |          |
| 1964-1970                                | Marie-Louise Gardanez |               |          |
| 1970-2001                                | Pierre Riom           | UDF/DL        |          |
| 2001-                                    | Bernard Burguière     | Divers droite |          |
| les dades anteriors no són pas conegudes |                       |               |          |
|                                          |                       |               |          |

## Demografia
| 1962  | 1968  | 1975  | 1982  | 1990  | 1999  | 2006  |
| ----- | ----- | ----- | ----- | ----- | ----- | ----- |
| 3.296 | 3.654 | 3.314 | 3.209 | 2.862 | 2.631 | 2.560 |